# Jacopo Comin
Jacopo Comin est un réalisateur et scénariste italien né le 5 avril 1901 à Padoue et mort le 3 avril 1973  à Rome.

## Filmographie

### Réalisateur
- 1942 : La fabbrica dell'imprevisto (it)
- 1950 : Due sorelle amano
- 1951 : La Rivale de l'impératrice (La rivale dell'imperatrice)

### Scénariste
- 1938 : Sous la Croix du Sud (Sotto la croce del sud) de Guido Brignone
- 1940 : L'uomo del romanzo
- 1940 : Yó soy mi rival
- 1942 : La fabbrica dell'imprevisto (it)
- 1942 : Non mi sposo più
- 1950 : Due sorelle amano
- 1951 : Senza bandiera
- 1952 : Cani e gatti